# フランク・デチッコ
フランク・デチッコ（Frank DeCicco, 1935年11月5日 - 1986年4月13日）はニューヨークのガンビーノ一家の幹部。フランキー・D、フランキー・チーチなどのあだ名で呼ばれていた。
ブルックリンのバースビーチ出身。父親はベネヴェント出身でガンビーノ一家の構成員。長じてスタテンアイランドで暮らす。
1970年代後半から1980年代前半にガンビーノ一家の構成員となり、労働組合・全米トラック運転手組合（チームスター）の282支部への恐喝を働き、自身の関係者を送り込んでいた。また、ブルックリンとマンハッタンで違法ギャンブルにも手を出していた。その後ポール・カステラーノの信頼を得、彼がボスとなった時はカポを務める。1985年、ジョン・ゴッティに誘われ、サルヴァトーレ・グラヴァーノらと相談の上で同年12月16日にカステラーノを夕食へ誘い出し、暗殺を成功させる。ゴッティがボスに就いた後、その功績からアンダーボスに就任した。
1986年4月13日日曜日、ニューヨーク・ブルックリンのダイカー・ハイツで、自分の自動車の下に仕掛けられた爆弾により暗殺された。その際、近くにいたルッケーゼ一家の構成員フランク "フランキー・ハーツ" ベリーノ（Frank "Frankie Hearts" Bellino）も両足のつま先を失う重傷を負っている。
彼の殺害はカステラーノの暗殺に対する復讐であったと思われ、当初はカステラーノはシチリア・マフィアの知り合いも多かったので彼らの犯行が疑われた（アメリカのマフィアでは従来爆弾による暗殺は厳禁されていた。一方、シチリアでは爆弾が平気で使われていた）。しかし事件の真相は、カステラーノの暗殺に激怒したジェノヴェーゼ一家のヴィンセント・ジガンテと、ルッケーゼ一家のボスヴィクター・アムーソと側近のアンソニー・"ガスパイプ"・カッソが共謀したのが真相とされており、実行犯のHerbert Pateは本来ゴッティを殺害するつもりだったのが、デチッコが車に乗った直後に偶然近くにいたベリーノをゴッティと間違えて爆弾を起爆させ、結果デチッコを殺害したと言われている。これらの詳細は、反マフィアジャーナリストのジェリー・カペシが当局に投降したカッソへのインタビューを通して1997年に明らかにした。
この事件以降、ゴッティは5大ファミリーとの関係回復に腐心することになる。